# 克拉德诺
克拉德诺（捷克語：Kladno）是捷克中波希米亚州的一座城市，距离首都布拉格约25公里，人口约7万（2004年）。

## 名人
- 安东·瑟马克：美国芝加哥市长
- 彼得·皮特哈特：捷克社会主义共和国总理

## 友好城市
- 法國 塞纳河畔维特里
- 美国 华盛顿州贝尔维尤
- 德国 亚琛